# Dolnoněmčanské louky
Dolnoněmčanské louky jsou přírodní rezervace jižně od obce Slavkov v okrese Uherské Hradiště. Nachází se západně od vrcholu kopce Lesná. Důvodem ochrany je zbytek bělokarpatských luk.

## Fotogalerie

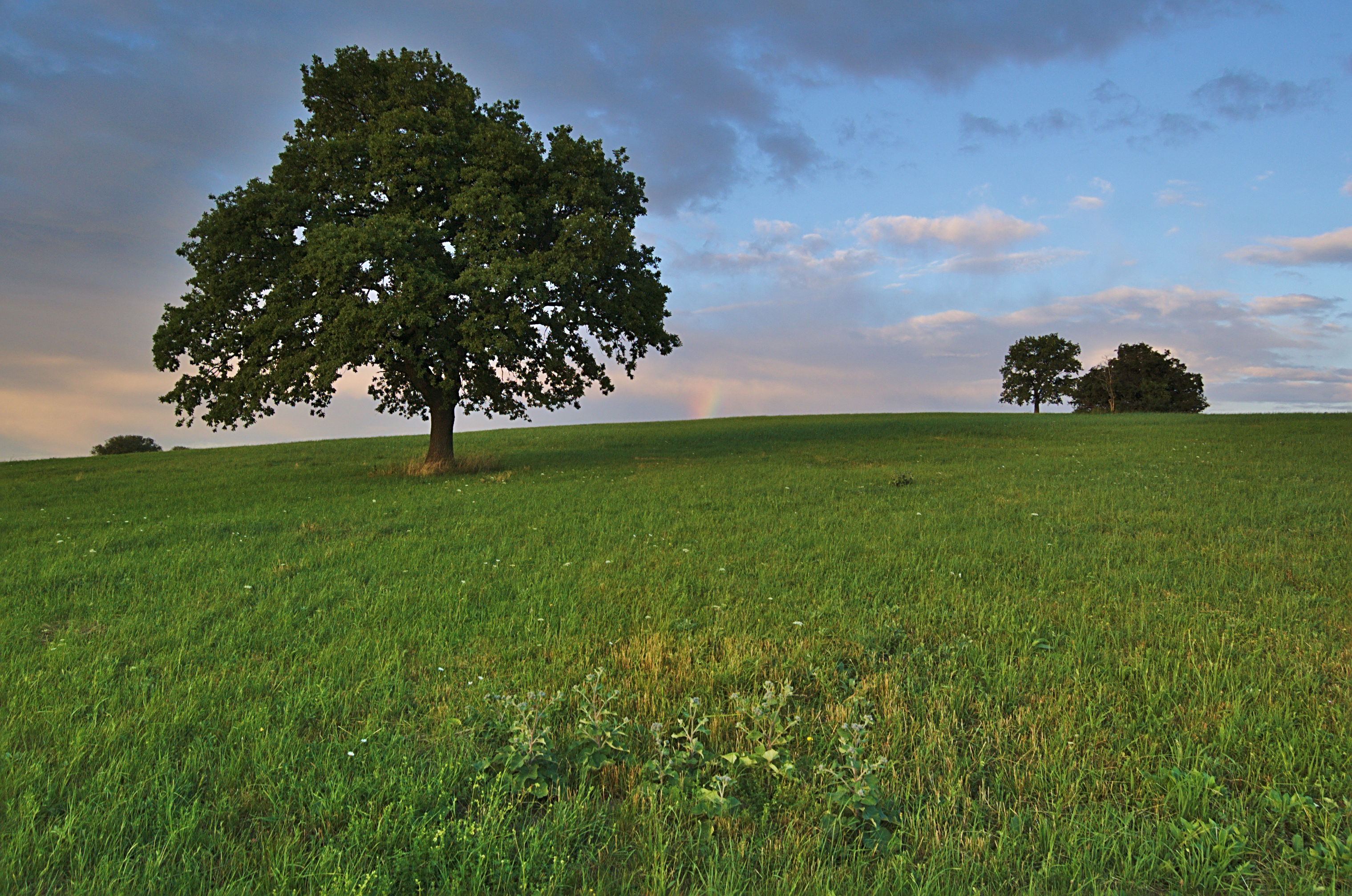
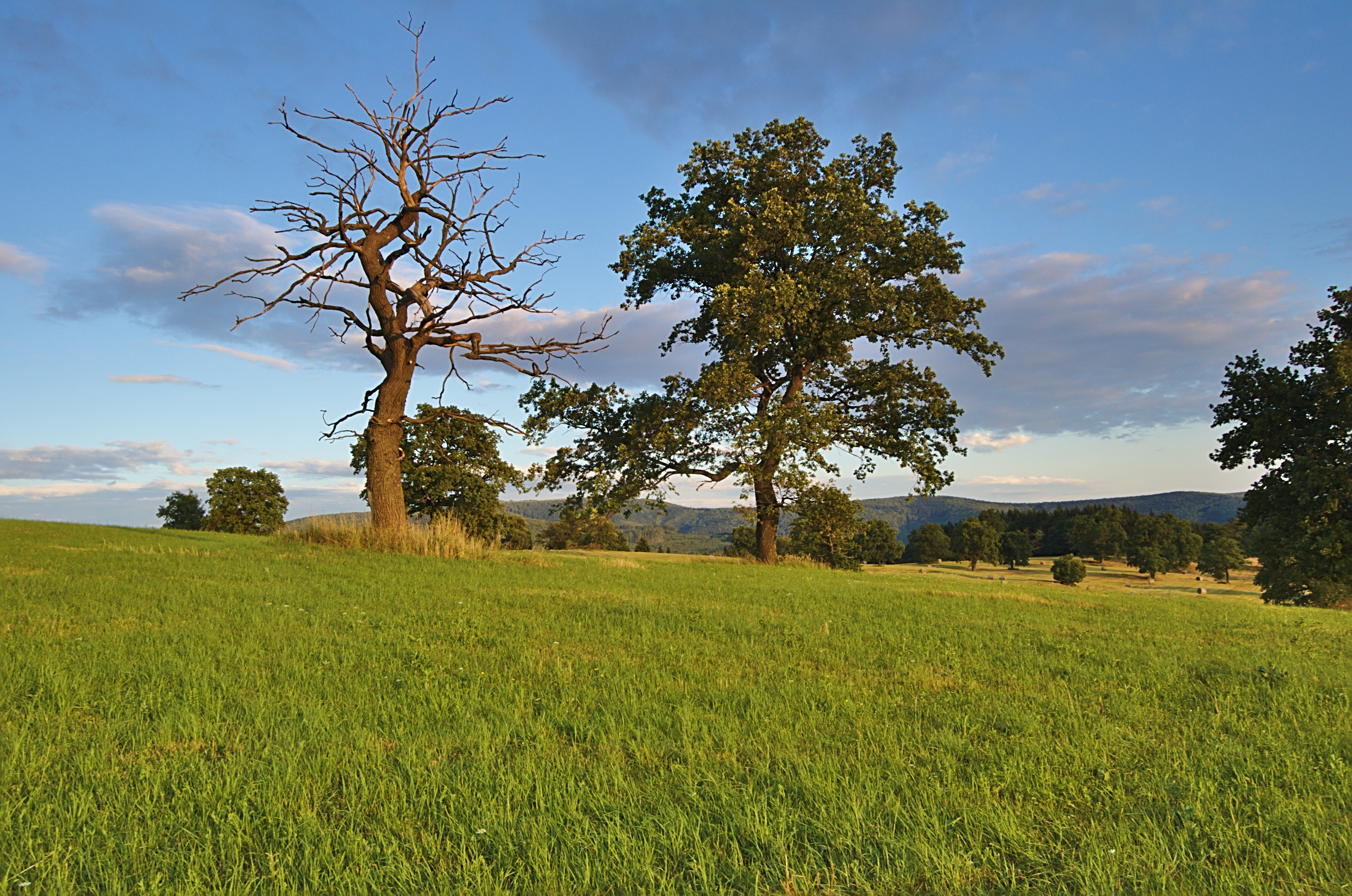
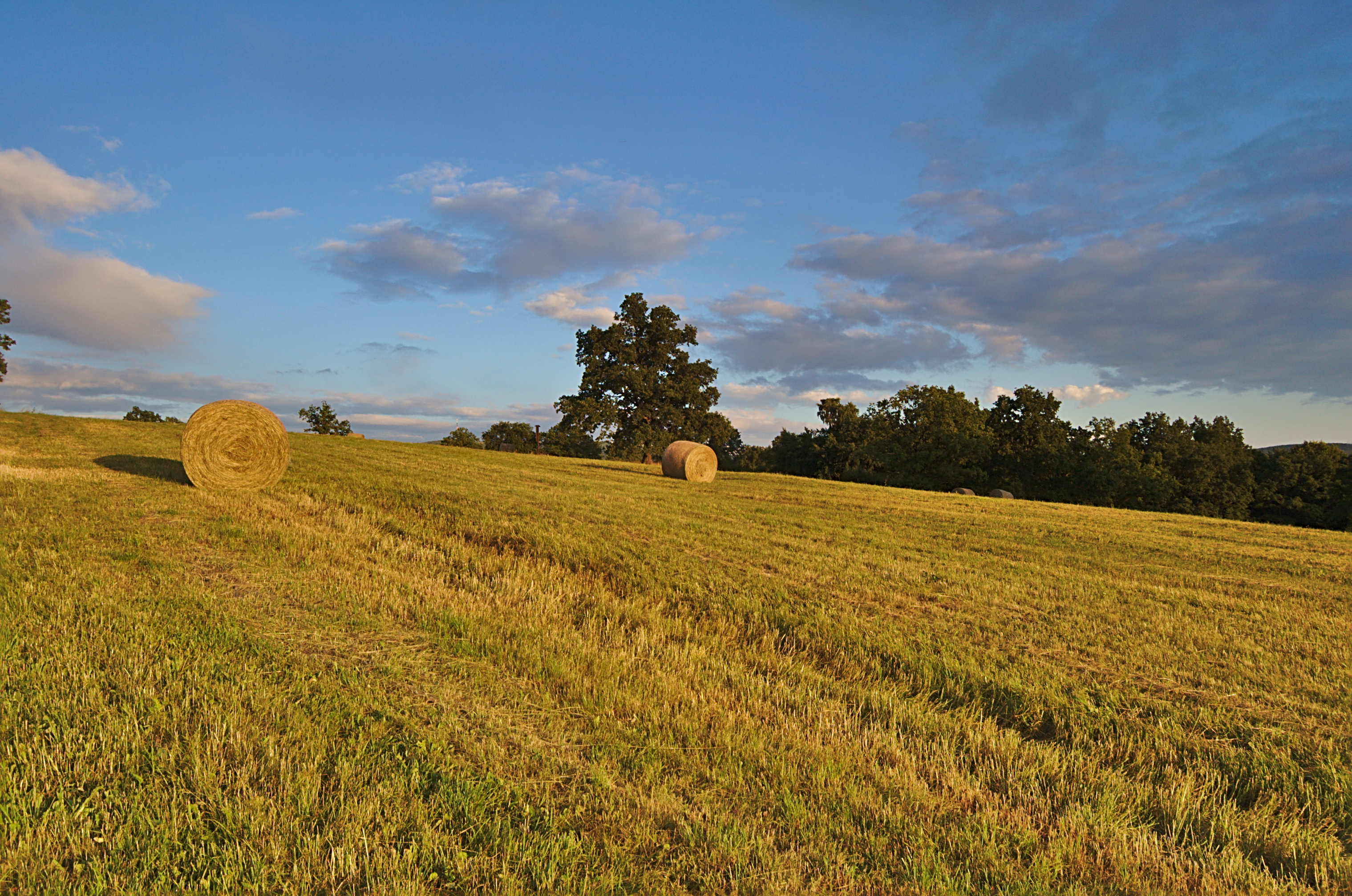
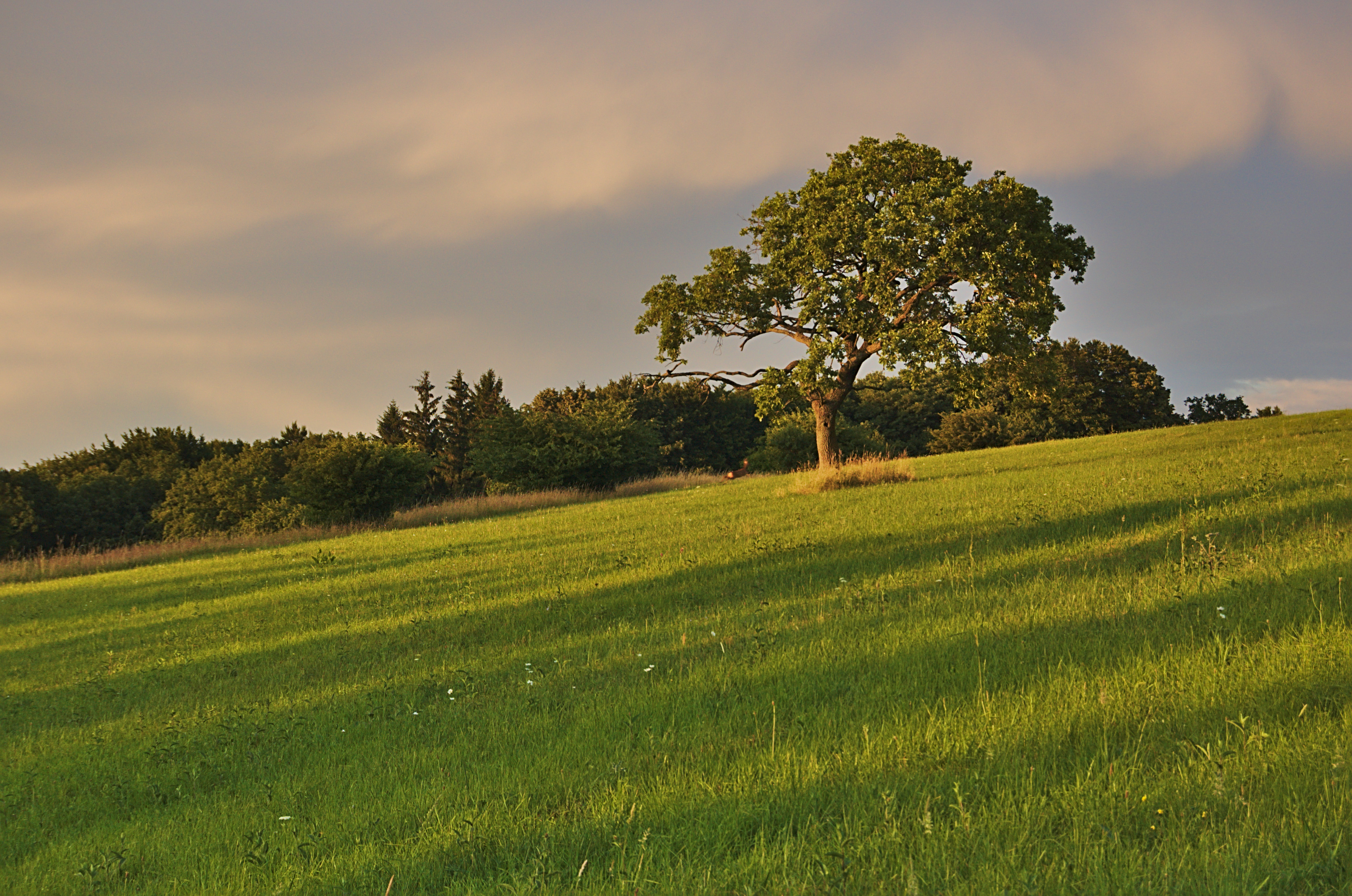
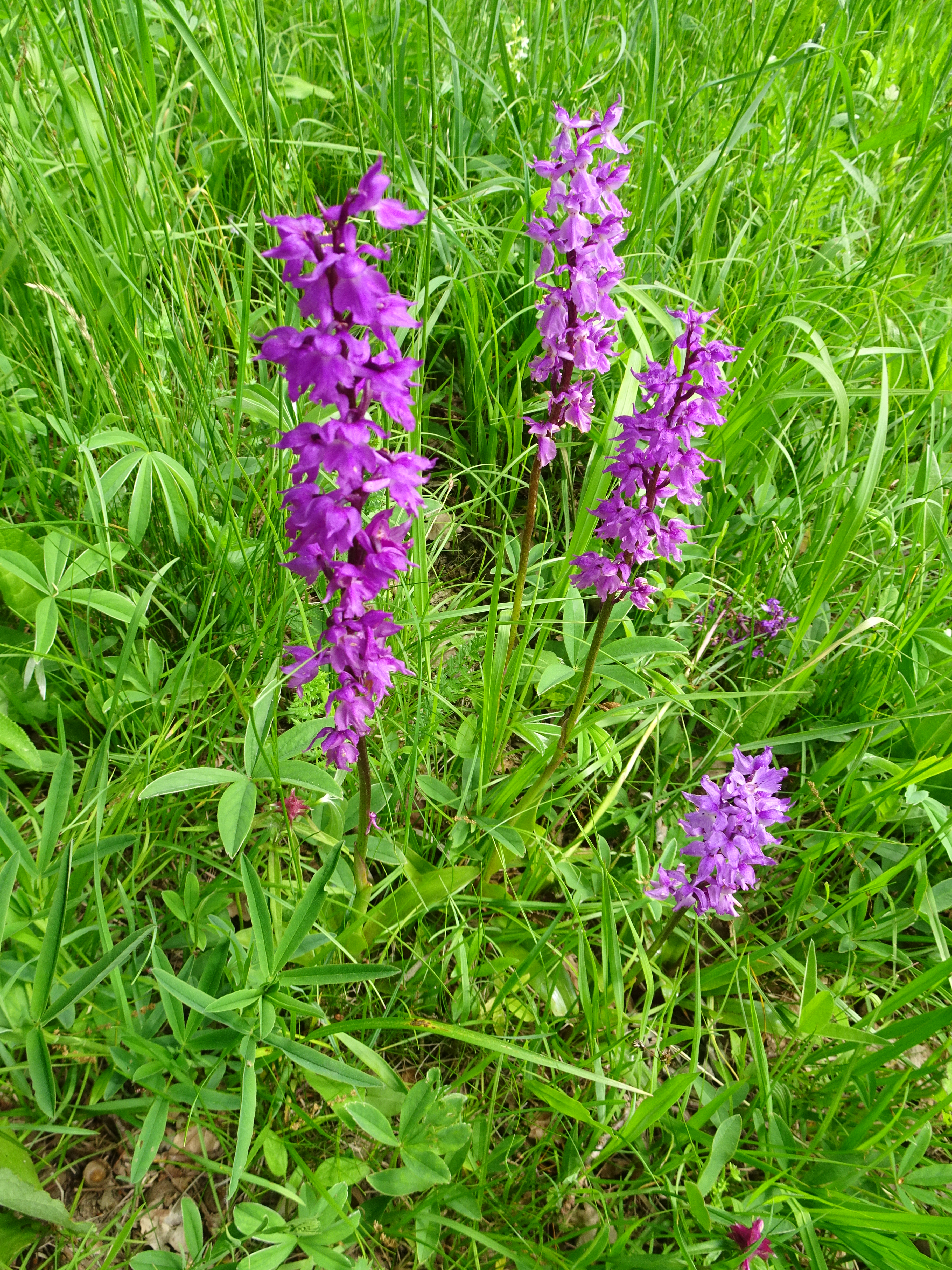